# Norra Halland
Norra Halland (danska: Nørrehalland) utgjorde under drygt 80 år under medeltiden en enhet som vid t.ex. förläningar var skilt från Södra Halland från 1280-talet till 1360-talet. Under denna tid hörde landsändan omväxlande till Danmark och Sverige. Norra Halland bestod av de fyra häraderna norr om Ätran (där Falkenberg ligger idag): Fjäre, Viske, Himle och Faurås. Enda staden i landsändan var vid denna tid Getakärr, föregångare till Varberg.
1283 förlänades Norra Halland som grevskap till Jacob Nielsen. Tidigare hade hans far Niels Nielsen innehaft samma grevskap under 1240-talet. Dennes far Niels Valdemarsen, son till den danske kungen Valdemar Sejr, innehade hela Halland som grevskap under några år på 1210-talet. 1287 dömdes greve Jacob som fredlös för delaktighet i mordet på Danmarks kung Erik Klipping i Finderup. Enligt dokument från 1295 ska greve Jakob även gett ut egna mynt vilket tyder på stor självständighet och betydande resurser.
Han fick beskydd av Norges kung Håkon Magnusson och anlade fästningarna Hunehals och Varberg. 1305 tvingades greven avstå sitt län till Håkon, som förlänade det åt den svenske hertigen Erik Magnusson. 
Från freden i Helsingborg 1310 tills hertigen fängslades vid det s.k. Nyköpings gästabud 1317 var Norra Halland del av det hertigdöme som till sin största omfattning bestod av Västergötland, Dal och Värmland (d.v.s. motsvarande dåvarande Skara stift) samt Älvsyssel i södra Bohuslän. 1319 blev Norra Halland en del av underhållslandet för Eriks änka  Ingeborg, sedan hennes och Eriks son Magnus Eriksson som treåring blivit kung i både Norge och Sverige. Också för hertiginnan Ingeborg var Norra Halland en del av ett större län; hon innehade även Lödöse och Axevalla hus med fem härader i Västergötland och Värmland samt Älvsyssel.
Ingeborg kom i konflikt med såväl det norska som det svenska riksrådet och 1327 tvingades hon lämna sina norska län, detsamma hade hon fått göra i Sverige redan året innan. Norra Halland räknades till Magnus Erikssons farsarv och 1326 avträddes provinsen officiellt som danskt län under Sverige. Ingeborgs halländska äventyr var dock inte över. 1327 gifte hon om sig med den halländske frälsemannen Knud Porse som av den tillfällige danske kungen Valdemar III året innan hade fått Södra Halland,  som hertigdöme.
1353-1356 återförenades Norra och Södra Halland då Magnus Eriksson utnämnde Bengt Algotsson till hertig. Södra Halland intogs 1360 av Valdemar Atterdag och landskapet blev åter delat till 1366 då även Norra Halland återerövrades av danskarna.